# Sakari Manninen
Sakari Manninen, född 10 februari 1992 i Uleåborg, Finland, är en finländsk professionell ishockeyspelare som senast spelade för ryska Salavat Julajev Ufa i Kontinental Hockey League (KHL). Han har tidigare spelat för Oulun Kärpät och HPK i FM-ligan, Örebro HK i Svenska Hockeyligan och Jokerit i Kontinental Hockey League.

## Klubbar
- Oulun Kärpät (2013/2014–2014/2015)
- HPK (2015/2016–2016/2017)
- Örebro HK (2017/2018)
- Jokerit (2018/2019)
- Salavat Julajev Ufa (2019/2020–2021/2022)